# Бумблаускас, Альфредас
А́льфредас Бумбла́ускас (лит. Alfredas Bumblauskas; род. 18 ноября 1956, Тельшяй) — литовский историк, профессор Вильнюсского университета, лауреат Национальной премии Литвы по культуре и искусству (1998); член сената ВУ, член совета Института истории Литвы, совета Вильнюсской художественной академии, комиссии истории Национального олимпийского комитета Литвы.

## Биография
Окончил среднюю школу в Тельшяй (1974), в 1974—1979 годах учился на историческом факультете Вильнюсского университета. Работал на историческом факультете Вильнюсского университета ассистентом (1979—1989). В 1984 году вступил в КПСС. Защитил диссертацию на учёную степень доктора гуманитарных наук «Генезис Реформации в Великом княжестве Литовском» (1987). Занимал должности доцента и декана (1989—2002), с 1993 года заведующий основанной им же кафедрой теории истории и истории культуры. С 2002 года профессор, продекан исторического факультета. С 2008 года профессор, доктор габилитированный.
В 1990—1992 годах был членом сейма Саюдиса и одним из вице-председателей его совета. В 1998—1999 годах — председатель Совета Литвы по культуре и искусству.
Участник циклов телевизионных передач «История Литвы» („Lietuvos istorija“, 1988—1990). Один из создателей цикла передач Литовского телевидения «Тайны бытия» („Būtovės slėpiniai“; свыше сотни передач, 1993—2004; Национальная премия, 1998). Создатель и ведущий телевизионных передач «В тени веков» „Amžių šešėliuose“; 2005—2009), «Беседы тысячелетия» „Tūkstantmečio pokalbiai“; 2009). В 2015—2016 годах руководитель национальной экспедиции по Неману.
В 2022 году высказался о необходимости поголовной насильственной «денацификации» граждан России вне зависимости от политических взглядов и убеждений также заявил, что русские не имеют право называться «русскими». Предложил Россию официально переименовать в «Московию».
Разведён. Дети: сын Мангирдас (1978 года рождения), дочь Йогайле (1983 года рождения).

## Научная деятельность
Область научных интересов — история Великого княжества Литовского и Реформация, теория и дидактика истории. Соавтор и составитель книг «Историография и открытое общество» („Istoriografija ir atvira visuomenė“, 1998), «Между историем и бытием: исследования к 70-летию проф. Э. Гудавичюса» („Tarp istorijos ir būtovės: studijos prof. E. Gudavičiaus 70-čiui“), «Вильнюсский университет 1579—1999» („Vilniaus universitetas 1579—1999“), «Советская историография: теоретические и идеологические контексты» („Sovietinė istoriografija: teoriniai ir ideologiniai kontekstai“, 1999), автор основного текста издания «Программа живой истории: историческая культура для формирования современного сознания» („Gyvosios istorijos programa: istorinė kultūra moderniosios sąmonės formavimui“, 1998), один из составителей и авторов текста издания «Вильнюсский университет в фотографии» („Vilniaus universitetas fotografijose“, 2004), соавтор информационного альбома «Литва: история успеха» („Lithuania: A Success Story“, 2006). Автор научной иллюстрированной монографии «История Древней Литвы 1009—1795» („Senosios Lietuvos istorija 1009—1795“, 2005).

## Награды и звания
Лауреат Национальной премии Литвы по культуре и искусству (1998), Литературной премии Симонаса Даукантаса (1999), премии парламентской ассамблеи Литвы и Польши (2004), премии „Pragiedrulių“ (за цикл передач «В тени веков», „Amžių šešėliuose“, 2007).
Кавалер Рыцарского креста ордена «За заслуги перед Польской Республикой» (1998), Офицерского креста ордена «За заслуги перед Польской Республикой» (1999) и Командорского креста ордена «За заслуги перед Польской Республикой» (2009), Рыцарского креста Ордена Витаутаса Великого (2003).
Командор бельгийского ордена Короны (2006).